# آرون هاريسون
آرون هاريسون (بالإنجليزية: Aaron Harrison)‏ مواليد 28 أكتوبر 1994 في سان أنطونيو، هو لاعب كرة سلة محترف أمريكي بدأ مسيرته الاحترافية في سنة 2015 يلعب مع فريق شارلوت هورنتس في الرابطة الوطنية لكرة السلة ويحمل الرقم 9. يبلغ طوله 6 قدم 6 بوصة (2.0 م).

## إحصائيات المسيرة

### الموسم الاعتيادي
| السنة   | الفريق        | لعب | بدأ | دقيقة | ميداني% | ثلاثية | حرة  | ارتداد | صنع | استلاب | تصدي | نقطة |
| ------- | ------------- | --- | --- | ----- | ------- | ------ | ---- | ------ | --- | ------ | ---- | ---- |
| 2015–16 | شارلوت هورنتس | 21  | 0   | 4.4   | .263    | .300   | .417 | .7     | .1  | .3     | .0   | .9   |
| المسيرة |               | 21  | 0   | 4.4   | .263    | .300   | .417 | .7     | .1  | .3     | .0   | .9   |

### التصفيات
| السنة   | الفريق        | لعب | بدأ | دقيقة | ميداني% | ثلاثية | حرة  | ارتداد | صنع | استلاب | تصدي | نقطة |
| ------- | ------------- | --- | --- | ----- | ------- | ------ | ---- | ------ | --- | ------ | ---- | ---- |
| 2016    | شارلوت هورنتس | 2   | 0   | 3.5   | .000    | .000   | .000 | .5     | .0  | .0     | .0   | .0   |
| المسيرة |               | 2   | 0   | 3.5   | .000    | .000   | .000 | .5     | .0  | .0     | .0   | .0   |

## روابط خارجية
- آرون هاريسون على موقع الدوري الأوروبي لكرة السلة (الإنجليزية)
- آرون هاريسون على موقع إن بي أي (الإنجليزية)
- آرون هاريسون على موقع الدوري التايواني الممتاز لكرة السلة (الصينية)
- آرون هاريسون على موقع سبورتس رفرنس (الإنجليزية)
- آرون هاريسون على موقع كرة السلة الأوروبية.كوم (الإنجليزية)
- آرون هاريسون على موقع إي إس بي إن.كوم (الإنجليزية)
- آرون هاريسون على موقع كلية كرة السلة في سبورتس رفرنس.كوم (الإنجليزية)
- آرون هاريسون على موقع ريلجم (الإنجليزية)
- آرون هاريسون على موقع بروبوليرز (الإنجليزية)
- آرون هاريسون على موقع سبورتس رفرنس (الإنجليزية)